# Longavi (kommun i Chile)
Longavi är en kommun i Chile.   Den ligger i provinsen Provincia de Linares och regionen Región del Maule, i den södra delen av landet, 300 km söder om huvudstaden Santiago de Chile.
I omgivningarna runt Longavi växer i huvudsak städsegrön lövskog. Runt Longavi är det ganska glesbefolkat, med 21 invånare per kvadratkilometer.